# Tiya (site archéologique)
Le site archéologique de Tiya est un site mégalithique constitué d'un groupe de 46 stèles et de tombes associées, situé près de la ville de Tiya, dans la région des nations, nationalités et peuples du Sud, en Éthiopie. Il est daté du XIIe ou du XIIIe siècle. Le site est inscrit depuis 1980 au Patrimoine mondial par l'UNESCO.

## Historique
Les premières descriptions des stèles sont faites en 1905 par le lieutenant Victor Chollet et Henri Neuville et en 1906 par Lincoln de Castro. En 1926, le révérend père Azaïs et Roger Chambard pratiquent une fouille limitée aux abords de la grande stèle brisée ; une quinzaine de stèles sont alors encore debout. En 1977, la mission française archéologique menée par Francis Anfray dresse un plan précis du site, comportant deux groupes de stèles dont une seule demeure encore dressée, et procède à un relevé systématique des décors des stèles. Le site est inscrit sur la liste du Patrimoine mondial par l'UNESCO en 1980. Roger Joussaume effectue trois campagnes de fouilles sur le site en 1982, 1990 et 1991. Lors des fouilles de 1982, il découvre un troisième groupe de stèles. Le site a fait l'objet d'une restauration en 1998 consistant à drainer le terrain, à recoller les stèles brisées, à redresser les stèles et à mettre en place une signalétique pour les visiteurs.

## Localisation
Le site a été occupé depuis fort longtemps car il correspond à une zone de plateau constituant un lieu de passage obligatoire entre les rivières encaissées Aleltu et Dedeba. Tiya est le plus important site à stèles de la région, qui en compte 160. C'est aussi le site le plus méridional de ce type.

## Description
Le site comporte 46 stèles dont 38 avec un décor sculpté. Les stèles sont réparties en trois groupes distincts (dénommés A, B, C). Le groupe A comprend une quarantaine de stèles formant un alignement sur près de 50 m de longueur selon un axe sud-est / nord-ouest. La plupart des stèles ont leur face décorée orientée vers l'est. Le groupe B est situé à environ 25 m au nord-est du groupe A. Il comprend quatre stèles dont la plus la haute de tout le site (5 m de hauteur) ornée de 19 épées réparties sur deux registres superposés. La partie sommitale de cette stèle est manquante ; elle a été déplacée et dressée dans le parc de l'Institut des Études Éthiopiennes, à Addis-Abeba. Le groupe C est situé à environ 25 m à l'ouest du premier groupe. Il comprend quatre stèles, dont la plus grande mesure 2,80 m de hauteur.

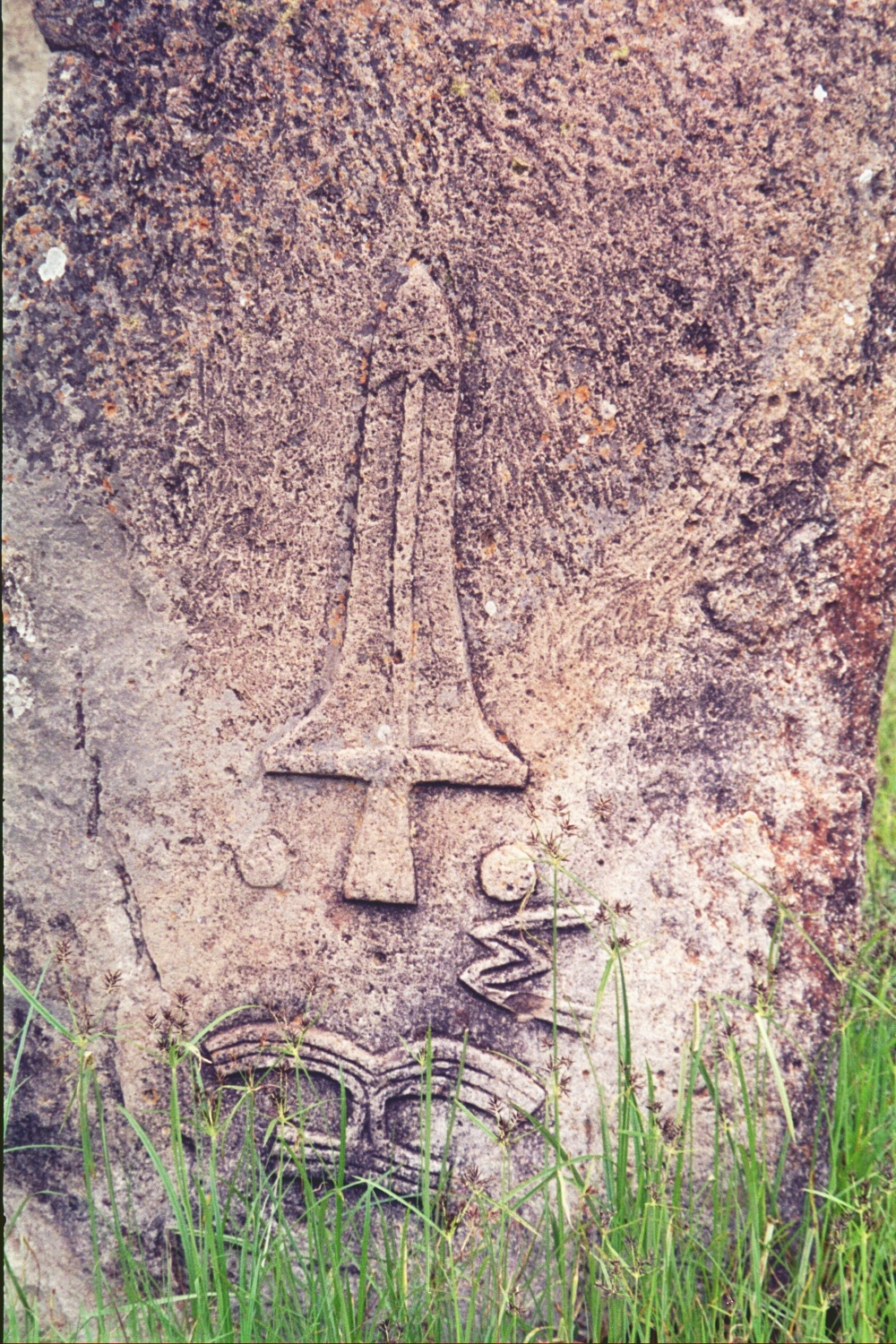
Décor comportant une épée et la « triade symbolique ».

Les stèles ont été taillées dans des blocs d'ignimbrite et régularisées avec des outils métalliques du type herminette. Elles mesurent de 1,30 m à 5 m de hauteur.  Elles comportent à la base une à trois perforations d'environ 15 cm de diamètre qui sont enterrées sous le niveau du sol lorsque la dalle est redressée. Les stèles comportent un décor sculpté en relief, sur une seule face, sur un à deux niveaux. Au niveau inférieur, figure un décor dit de la « triade symbolique » comprenant un signe non identifié de type ramifié, lui-même surmonté d'un motif en « X » ou en « W » renversé, parfois double, et de deux cercles. Le niveau supérieur, quand il existe, est celui où sont représentées des épées, disposées pointe vers le haut s'il s'agit d'un unique exemplaire, ou tête-bêche s'il existe plusieurs rangées d'épées. Selon Roger Joussaume, les perforations situées à la base des stèles pourraient correspondre à la symbolisation du point de passage entre le monde des morts et celui des vivants. Le symbole ramifié est commun à toutes les stèles de la région. Il rappelle les motifs de scarifications pratiquées au-dessus du nombril par les Dinka. Le motif en « X » ou en « W » demeure énigmatique. Le nombre d'épées pourrait correspondre au nombre d'ennemis ou d'animaux dangereux tué le défunt inhumé au pied de la stèle. Certaines stèles comportent des restes de peinture.
Chaque stèle est disposée près d'une sépulture, aménagée du côté de sa face non décorée. Les tombes sont des tombes en puits constituées de fosses circulaires creusées dans le sol, parfois sur plus de 2 m de profondeur, elles comportent éventuellement un coffrage en bois et sont recouvertes d'une dalle de pierre ou de branchages. En surface, les tombes sont délimitées par des dalles dressées sur chant formant un espace polygonal, dont l'un des côtés peut comporter une dalle décorée. À partir d'une première tombe, l'accrétion de nouvelles tombes peut conduire à former un ensemble alvéolaire. Les tombes sont individuelles ou collectives (jusqu'à trois inhumations distinctes), les différentes dépouilles étant superposées avec éventuellement une séparation constituée par un plancher. Dans les tombes collectives, il y a réduction des os du(ou des) premier(s) occupant(s).
Derrière le groupe A, côté ouest, il existe un autre groupes de tombes, souvent féminines et très rarement associées à une stèle.

## Matériel archéologique
Les 45 tombes fouillées correspondent à l'inhumation de 54 individus, dont sept tombes doubles et une triple. Les squelettes ont été découverts en très mauvais état. Dans les tombes doubles où le sexe des défunts a pu être établi, il y avait un homme et une femme. La tombe triple renfermait les dépouilles d'un homme et d'une femme d'une trentaine d'années et celle d'un adolescent de 12 à 15 ans. D'une manière générale, aucun squelette d'enfant n'a été trouvé. La plupart des défunts étaient âgés de 20 à 30 ans et mesuraient en moyenne 1,70 m pour les hommes et 1,62 m pour les femmes.
Le mobilier funéraire associé aux défunts comprend quelques éléments de parure (perles en verre multicolores, bracelet et épingle à cheveux en fer). Les nombreux tessons de poterie et éclats d'obsidienne trouvés l'ont été au-dessus des tombes et doivent correspondre à des offrandes.
Une fosse, mesurant 5,80 m de long sur 4,20 m de large et 1,10 m de profondeur, a été découverte à l'extrémité nord du premier groupe de stèles. Elle renfermait au centre un ensemble de blocs de pierre mélangés avec de nombreux tessons de poterie, des ossements d'animaux (bovins principalement), quelques perles en verre multicolores, des éclats d'obsidienne parfois retouchés en grattoir et une tige en fer. Les tessons de poterie, du même type que ceux trouvés sur les tombes, correspondent à une céramique noire, bien lissée, avec un décor varié (cannelures, petits boutons, divers estampages, cordons, frises géométriques à traits incisés). Cette fosse pourrait correspondre à un site d'habitat contemporain du cimetière.
Les datations au radiocarbone effectuées sur un os humain et un morceau de bois correspondent à une période comprise entre le XIIe et le XIIIe siècle.